# Stanisław Mocek
 Stanisław Mocek  (ur. 1 listopada 1964 we Wschowie) – polski socjolog i politolog, doktor habilitowany nauk politycznych, nauczyciel akademicki, rektor Uniwersytetu Civitas w Warszawie.

## Życiorys
Pracownik naukowy w Instytucie Studiów Politycznych PAN (Zakład Systemów Społeczno-Politycznych) i profesor uczelni w Collegium Civitas w Warszawie.
Redaktor naczelny kwartalnika „Animacja Życia Publicznego” oraz rocznika naukowego „Zoon Politikon”. Współzałożyciel i członek zespołu redakcyjnego pism "Politicus" oraz "Polis". Autor i współautor książek oraz ponad 30 artykułów, recenzji i raportów opublikowanych w pismach naukowych. Publikował m.in. w „Kulturze i Społeczeństwie”, „Studiach Politycznych”, „Dziejach Najnowszych” i „Kulturze Współczesnej”.

## Wybrane publikacje
- Moralne podstawy życia politycznego, wyd. Instytut Studiów Politycznych PAN, Warszawa 1997
- Dziennikarstwo, media, społeczeństwo (redakcja naukowa), wyd. Instytut Studiów Politycznych PAN i Collegium Civitas, Warszawa 2005
- Dziennikarze po komunizmie. Elita mediów w świetle badań społecznych, wyd. Scholar, Warszawa 2006
- Terroryzm w medialnym obrazie świata (redakcja naukowa wraz z Krzysztofem Liedelem), wyd. TRIO, Warszawa 2010